# Västernorrlands län
Koordinaten: 63° 2′ N, 17° 29′ O

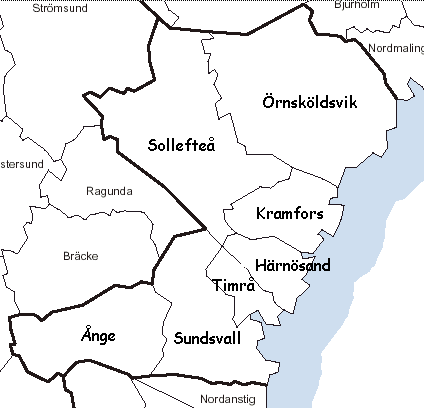
Gemeinden im Västernorrlands län

Västernorrlands län ist eine Provinz (län) in Schweden.

## Geographie
Das Territorium von Västernorrlands län macht etwa 5,1 % der Fläche des schwedischen Staatsgebietes aus. Es umfasst die historische Provinz Medelpad, den überwiegenden Teil von Ångermanland und kleinere Teile von Hälsingland und Jämtland.

## Bevölkerung
Der Anteil an der Gesamtbevölkerung Schwedens beträgt 2,7 %.

## Gemeinden und Orte

### Gemeinden
Västernorrlands län besteht aus sieben Gemeinden (schwedisch: kommun).
| Gemeinde     | Einwohner |
| ------------ | --------- |
| Ånge         | 09.044    |
| Härnösand    | 24.515    |
| Kramfors     | 17.491    |
| Örnsköldsvik | 55.443    |
| Sollefteå    | 18.396    |
| Sundsvall    | 99.048    |
| Timrå        | 17.521    |

(Stand: 31. Dezember 2024)

### Größte Orte
- Sundsvall (50.712)
- Örnsköldsvik (28.991)
- Härnösand (17.556)
- Timrå (10.443)
- Sollefteå (8.562)
- Kramfors (5.990)

(Stand 31. Dezember 2010)

## Wappen
Das Wappen Västernorrlands setzt sich aus den Wappen der Landschaften Ångermanland und Medelpad zusammen.
Siehe auch: Liste der touristischen Routen in Schweden